# Folke Cembræus
Gösta Vilhelm Folke Cembræus, född 4 mars 1895 i Eskilstuna, död 4 augusti 1977 i Vejbystrand, var en svensk skådespelare och operasångare (baryton).
Efter att ha inlett sina studier i juridik övergick Cembræus till att studera sång för Gillis Bratt och Torsten Vilhelm Lennartsson. Han började på Operaskolan 1920 och gjorde sin scendebut 21 april 1921.
Gift med Greta Kristina Eriksson (1895-1979), 1924 - ?
Vigdes med Gulli Maria Värnlund (1902-1977), 26 September 1936

## Filmografi
- 1946 – Klockorna i Gamla Sta'n

## Teater

### Roller (ej komplett)
| År   | Roll | Produktion                                | Regi             | Teater      |
| ---- | ---- | ----------------------------------------- | ---------------- | ----------- |
| 1955 |      | Thehuset Augustimånen John Patrick        | Sandro Malmquist | Riksteatern |
| 1961 |      | Så tuktas en argbigga William Shakespeare | Sandro Malmquist | Riksteatern |

## Diskografi
- Orphée aux enfers: herdesång; En vallarelåt (Fellenius). HMV X 1834.
- Lille Petters resa till månen: höger ben. Odeon D 1018.
- Per spelman (Pergament); Bocken som trädgårdsmästare (Pergament). Odeon D 1038. 1930.
- Stjärnevit (Joell); Längtans ö (Joell). Odeon D 1044. 1931.
- Värmlänningarna: potpourri, Fred Winter och hans orkester, med soli och kör. HMV X 3748. 1931.